# Accord de Maarab
L'accord de Maarab (Arabe: تفاهم معراب) est un document signé entre deux chefs de partis politiques libanais, et qui a pour but de favoriser la victoire de Michel Aoun à l'élection présidentielle libanaise de 2016. Ce document secret est signé entre Gebran Bassil, chef du Courant patriotique libre, et Samir Geagea, chef des Forces libanaises, au siège de ce dernier à Maarab le 18 janvier 2016 ; il oblige Samir Geagea, qui s'était retiré de la course à la présidentielle, à soutenir la candidature de Michel Aoun à l'élection présidentielle de 2016. Cet accord est signé après une longue dispute qui remonte à la guerre civile libanaise. L'accord a ouvert la voie à l'élection de Michel Aoun, qui est devenu président en octobre de la même année.
L'accord abordait également les élections législatives, la répartition des sièges ministériels entre les deux partis, et la répartition équitable des emplois de première classe ,.

## Devenir de l'accord
Le 31 octobre, Aoun est élu président de la République après deux ans de vacance présidentielle, mais les relations entre les deux partis sont vite devenues tendues,,, surtout après que des copies de l'accord aient été divulguées par la LBCI.
En 2019, Geagea a demandé à Aoun d'intervenir pour sauver l'accord qui a réuni les mouvements politiques des deux dirigeants après des décennies de relations conflictuelles,.